# Бой в църквата „Св. св. Кирил и Методий“ в Прага
Боят в църквата „Св. св. Кирил и Методий“ в Прага се разиграва на 18 юни 1942 г. между седмина участници в чешката съпротива по време на Втората световна война и обкръжилите ги части на Гестапо.
На 27 май 1942 г. е осъществен атентат срещу Хайдрих, с който чешки дейци от съпротивата с помощта на британските специални служби опитват физически да ликвидират Райнхард Хайдрих – ръководителя на РСХА, но само го раняват. Хайдрих умира на 4 юни 1942 г. от инфекция на раните си.

## Първа група
Извършителите на атентата срещу Хайдрих са чехи, обучени в британски специални диверсионни лагери за целта. След атентата те се укриват от властите в подземието и криптата на православния храм, изчаквайки притъпяване на мерките за сигурност на властите, в резултат от което да се измъкнат незабелязано от протектората Бохемия и Моравия.
На 16 юни 1942 г., потресен от случилото се с Лидице, в Гестапо се явява Карел Чурда, който издава цялата конспирация по организацията за покушението срещу Хайдрих. След като достоверността на информацията се потвърждава, на 18 юни църквата е обградена от Гестапо. Укрилите се в подземието Адолф Опалка, Ян Кубиш и Йозеф Бублик започват престрелка. Тя продължава с часове, като даже немците я прекратяват за 2 часа, изчаквайки подкрепления. Тримата най-накрая са неутрализирани, като с последния им куршум се самоубива Опалка.

## Втора група
Другите 4 парашутисти, спуснати от британски военно-транспортен самолет над протектората в нощта на 28 срещу 29 декември 1941 г., се укриват в криптата на православния храм. Единствените подходи към криптата са малък отвор и прозорче откъм улицата. Германците хвърлят вътре гранати със сълзотворен газ с цел да извадят укриващите се диверсанти навън живи и да ги подложат на разпит.
След като осъзнават, че са разкрити, укриващите се опитват да се измъкнат от храма през канализацията. Това не им се удава и те решават да се сражават докрай. След като атаката със сълзотворен газ не успява, от германска страна е вкарана в боя пожарникарска помпа, която да наводни помещението и извършителите да бъдат принудени да се предадат. И това решение се оказва неудачно, понеже отбраняващите се бутат пожарникарския маркуч от прозорчето. В крайна сметка, минирайки и двата възможни подхода, четиримата се бият до привършване на боеприпасите, след което се самоубиват, за да не попаднат живи в ръцете на Гестапо.

## Участници
Седмината чешки бойци, укрили се в криптата на храма, са:
- Йозеф Габчик – роден на 8 април 1912 г.
- Ян Кубиш – роден на 21 юни 1913 г.
- Йозеф Валчик – роден на 2 ноември 1914 г.
- Адолф Опалка – роден на 4 ноември 1915 г.
- Йозеф Бублик – роден на 12 февруари 1920 г.
- Ян Хруби – роден на 4 март 1915 г.
- Ярослав Шварц – роден на 11 май 1914 г.